# Монси (Њујорк)
Монси (енгл. Monsey) насељено је место без административног статуса у америчкој савезној држави Њујорк.

## Демографија
По попису из 2010. године број становника је 18.412, што је 3.908 (26,9%) становника више него 2000. године.
| Група             | 2000.          | 2010.          |
| Белци             | 13.170 (90,8%) | 17.194 (93,4%) |
| Афроамериканци    | 626 (4,3%)     | 465 (2,5%)     |
| Азијати           | 152 (1,0%)     | 38 (0,2%)      |
| Хиспаноамериканци | 415 (2,9%)     | 657 (3,6%)     |
| Укупно            | 14.504         | 18.412         |